# Луба
Лу́ба (балуба, Baluba) — народ групи банту у Центральній Африці.

## Територія розселенняі чисельність
Луба проживають на південному сході Демократичної Республіки Конго (колишній Заїр) у провінціях Шаба та Касаї; невеликими групами на півночі Замбії, а також у Танзанії і Руанді.
Загальна чисельність – понад 7 млн чол., із них у ДР Конго - бл. 9/10 усіх луба.

## Мова і релігія
Люди луба розмовляють однією з мов банту, що класифікується лінгвістами належною до центральних банту мов, зона L за Малкольмом Ґасрі (Guthrie). Мова луба має писемність на основі латинки.
Більшість луба — католики; є мусульмани та прибічники традиційних культів.

## Історія і суспільство
Етногенез народу пов'язаний з історією ранньополітичного утворення Луба (кін. XVI — кін. XIX ст.ст.).
Від проголошення незалежності Заїром (1960 рік) луба — основний етнічний елемент міського населення економічно розвинутого сходу країни.
Основа традиційної соціальної організації — сільська община. Суспільству луба притаманні матрилінійні роди.

## Господарство і культура
Традиційні заняття луба — ручне землеробство (кукурудза, просо, фрукти, овочі, маніок, ямс), мисливство та збиральництво. Розвинуті ремесла (металургія, ковальство, ткацтво, плетіння, гончарство, свій власний стиль різьбярства на дереві).
Поширене також відходництво. Сьогодні луба задіяні на підприємствах добувної та обробної промисловості.
Традиційне житло — часто прямокутне у формі, з соломи, обмазане глиною, з невеликими віконницями.
Традиційні вірування представлені культами верховного божества-творця, культом предків, обожнених правителів; вірою в духів і природні сили (анімізм); магією тощо. На основі місіонерських вчень виникли синкретичні релігії, напр. Кітавала.
Розвинутий фольклор — казки, байки, прислів'я та приказки.